# Sibylla dolosa
Sibylla dolosa är en bönsyrseart som beskrevs av Roger Roy 1975. Sibylla dolosa ingår i släktet Sibylla och familjen Sibyllidae. Inga underarter finns listade i Catalogue of Life.